# Гиацинт закаспийский
Гиаци́нт закаспийский (лат. Hyacínthus transcaspicus) — вид луковичных растений рода Гиацинт (Hyacinthus) семейства Спаржевые (Asparagaceae). Родиной растения считается горная система Копетдаг.

## Ботаническое описание
Высота не более 15-20 сантиметров.
Имеет мясистые зелёные симметричные листья.
Цветки светло-синие или голубовато-синие. Соцветия по 4-10 штук.

## Условия выращивания
В культуре вид возделывается в качестве однолетника, поскольку не отличается высокими зимостойкими свойствами.
Гиацинт закаспийский может расти как в саду на открытой площадке, так и на балконе. Растение предпочитает интенсивно освещенные площадки и не терпит густой тени. Глинистые, тяжелые, уплотненные, переувлажненные и кислые грунты для выращивания гиацинта закаспийского не подходят. Хотя на кислых почвах выращивание возможно, но при предварительной подготовке, заключающейся в известковании мелом или известью. Данный вид гиацинта не терпит сильные и шквалистые ветра.

## Классификация
Вид Гиацинт закаспийский входит в род Гиацинт (Hyacinthus) семейства Спаржевые (Asparagaceae) порядка Спаржецветные (Asparagales).
До недавнего времени род Гиацинт выделяли в собственное семейство — Гиацинтовые (Hyacinthaceae), однако в системе APG III 2009 года этот род включён в семейство Спаржевые.